# Laila Samuelsen
Laila Samuelsen (* 3. September 1976 in Oslo), auch als Laila Samuels bekannt, ist eine norwegische Singer-Songwriterin. 

## Leben
Samuelsen wuchs mit zwei älteren Schwestern in Oslo auf. Ihre Mutter war eine Jazzsängerin, eine Schwester ist Saxofonistin und drei ihrer Onkel sind Komponisten und Musiker. Ihre Großeltern spielten Klavier, Gitarre und Akkordeon.
Im Alter von zehn Jahren begann Samuelsen ihre ersten Lieder zu schreiben. Zwischen ihrem 13. und 18. Lebensjahr sang sie in verschiedenen Bands, bis sie 1996 Leadsängerin der norwegischen Rockgruppe The Tuesdays wurde. Die Band erhielt einen Plattenvertrag bei Polygram Worldwide und später bei Arista Records in New York. 1998 erreichte sie mit der Single It's up to you Platz 55 der Billboard Hot 100.
Samuelsen ist auch als Songschreiberin für andere Künstler tätig. 2015 war sie gemeinsam mit Katrina Noorbergen und den Beatgees als Co-Autorin an mehreren Titeln des Albums Crystal Sky von Lena Meyer-Landrut sowie am Titel Jump the Gun von Ann Sophie beteiligt. Ferner wirkte sie an Songs für Maria Arredondo, Gaute Ormåsen, Alejandro Fuentes, Liv Marit Wedvik, Venke Knutson, Erlend Bratland, Didrik Solli-Tangen, Magnus Carlsson, Ivy Quainoo, Larsito, Marlon Roudette, Rea Garvey, Chima, Curse, MC Fitti, Lary, Stefanie Heinzmann, Kat Vinter sowie für die japanischen Bands w-inds. und DiVA als Autorin oder Co-Autorin mit. 
2006 sang sie vier Titel auf dem Album Kjøpr Gitar von Ravi, 2010 sang sie beim Titel Phoenix von Vinni and the Vagabonds mit und 2011 bei Only you can heal me von Melody Club. 
Samuelsen war mehrfach als Liedtexterin oder Ko-Komponistin am Melodi Grand Prix, dem norwegischen Vorentscheid zum Eurovision Song Contest, beteiligt. 2008 belegte der von Veronika Akselsen interpretierte Titel Am I Supposed to Love Again? Platz 4 im Finale. 2009 schied der Titel Sweeter than a Kiss von Charite bereits im Halbfinale aus. 2010 erreichte Jealous ’Cause I Love You von Venke Knutson zwar das Finale aber nicht das Goldene Finale der besten vier Beiträge des Melodi Grand Prix. 2014 schrieb Samuelsen das Lied Heal, mit dem der Künstler MO Platz 3 beim Goldenen Finale des Melodi Grand Prix belegte. 2016 war sie mit ihrem Titel Afterglow als Solokünstlerin Kandidatin beim Melodi Grand Prix, wo sie den vierten Platz beim Goldenen Finale belegte.

## Diskografie

### Alben

#### Mit The Tuesdays
- The Tuesdays (1998)

#### Als Solokünstlerin
- Shadow Boxing (2017)

### Singles

#### Mit The Tuesdays
- It’s Up To You (1998)
- I’’ll Be Here (1998)
- I Was Thinking Of You (1998)
- Changin’ The Moods (1998)

#### Als Gastsängerin
- Ås to i Osjlo (2006) (Ravi feat. Laila Samuels)
- Strip! (2006) (Ravi feat. Laila Samuels)
- Låvalåva(2006) (Ravi feat. Laila Samuels)
- Noe i ås to (ås to to) (2006) (Ravi feat. Laila Samuels)
- Phoenix (2010) (Vinni and the Vagabonds feat. Laila Samuels)
- Only you can heal me (2011) (Melody Club feat. Laila Samuels)
- Better Off (2016) (Niila feat. Laila Samuels)

#### Als Solokünstlerin
- Got Naive (2005)
- Give It To Me Straight (2009)
- Afterglow (2016)